# Phaolô Giuse Phạm Đình Tụng
Phaolô Giuse Phạm Đình Tụng (20 tháng 5 năm 1919 – 22 tháng 2 năm 2009) là một hồng y người Việt Nam thuộc Giáo hội Công giáo Rôma. Ông là vị hồng y thứ ba của Việt Nam, được nhận tước vị này sau hai hồng y Giuse Maria Trịnh Như Khuê và Giuse Maria Trịnh Văn Căn. Ông cũng từng là Chủ tịch Hội đồng Giám mục Việt Nam hai khoá liên tiếp từ năm 1995 đến năm 2001. Hồng y Tụng là người nhận chức vụ Tổng giám mục cao tuổi nhất trong lịch sử giáo hội Công giáo tại Việt Nam khi đã 75–76 tuổi.
Phạm Đình Tụng sinh ra trong một gia đình Công giáo làm nghề nông tại Ninh Bình. Bắt đầu con đường tu học từ năm 1925, trải qua nhiều giai đoạn khó khăn phó tế Phạm Đình Tụng được thụ phong chức linh mục năm 1949. Sau khi được truyền chức linh mục, linh mục Tụng được bổ nhiệm làm phó xứ rồi nhanh chóng trở thành chính xứ giáo xứ Hàm Long, Hà Nội.
Tháng 4 năm 1963, Tòa Thánh bổ nhiệm linh mục Phạm Đình Tụng làm Giám mục chính tòa Giáo phận Bắc Ninh. Tân giám mục được tấn phong vào tháng 8 cùng năm, lấy khẩu hiệu Tôi tin vào tình yêu Thiên Chúa. Tháng 6 năm 1990, giám mục Phạm Đình Tụng được Tòa Thánh bổ nhiệm làm Giám quản Tông tòa Tổng Giáo phận Hà Nội. Ngày 13 tháng 4 năm 1994, ông chính thức được Tòa Thánh bổ nhiệm làm Tổng Giám mục Hà Nội. Tháng 11 năm 1994, Tổng giám mục Tụng được Giáo hoàng Gioan Phaolô II thăng tước Hồng y linh mục nhà thờ Santa Maria "Regina Pacis" in Ostia mare. Đầu tháng 5 năm 2003, Hồng y Phạm Đình Tụng trao quyền cai quản Tổng giáo phận Hà Nội cho Giám quản Tông Tòa Giuse Ngô Quang Kiệt. Ngày 19 tháng 2 năm 2005, Toà Thánh chính thức cho phép ông về hưu theo Giáo luật.
Hồng y Tụng thông thạo tiếng Anh, tiếng Pháp và tiếng Latinh. Ông được ghi nhận sử dụng thơ lục bát trong việc truyền tải Phúc Âm Công giáo, cũng như việc sử dụng các bài thơ để giảng dạy các kinh bổn Công giáo.

## Thân thế và tu tập
Phạm Đình Tụng sinh ngày 20 tháng 5 năm 1919 trong một gia đình Công giáo làm nghề nông tại thôn Cầu Mễ, xã Yên Thắng, huyện Yên Mô, tỉnh Ninh Bình, thuộc giáo xứ Quảng Nạp, Giáo phận Phát Diệm. Thân phụ ông là ông Phêrô Phạm Văn Hiến, một người thông thạo chữ quốc ngữ và chữ Nho nên giữ chức Phó lý trong làng. Thân mẫu ông là bà Anna Nguyễn Thị Bống vốn hiền lành, có lòng thương người. Ông Phạm Văn Hiến sau này di cư vào Nam và qua đời năm 1966. Kể từ khi di cư, ông Hiến và con mình, lúc này là linh mục Phạm Đình Tụng không hề liên lạc với nhau.
Lên sáu tuổi (1925), cậu bé Phạm Đình Tụng nhập học tiểu học tại trường làng. Chỉ hai năm sau đó, cha nuôi cậu là linh mục Phêrô Phạm Bá Trực đưa cậu nghĩa tử của minh đến nhập học tại giáo xứ Kẻ Sét, Hà Nội. Đến năm 1929, cậu bé Phạm Đình Tụng may mắn đậu vớt và được nhập học Trường Tập Hà Nội. Nhắc nhớ chi tiết về vấn đề gia nhập trường tập của cậu bé Tụng, giám mục Phaolô Nguyễn Văn Hòa có lời kể chi tiết:
Năm 1929, Tràng (Trường) tập được thiết lập tại Hà nội, tọa lạc tại chính cơ sở của Đại chủng viện ngày nay. Đầu niên khóa 1931–1932, cũng như mọi năm, Tràng (Trường) tập tổ chức thi tuyển để chọn học sinh vào lớp mới với con số tối đa khoảng trên 30 em. Lần đó, chú Phaolô Phạm Đình Tụng bị lọt sổ, chỉ suýt nữa trúng tuyển, có nghĩa là bị trượt, bị rớt. Nhưng chú vui vẻ về lại xứ Khoan Vĩ với cha nghĩa phụ Phêrô Phạm Bá Trực. Bỗng mấy ngày sau, một tin vui đưa tới, chú lại nhận được giấy gọi từ cha Décréaux, Bề trên Tràng tập gửi về Khoan Vĩ, gọi chú Tụng lên Tràng tập nhập lớp mới, vì có một chú, tuy đã trúng tuyển nhưng bị bệnh không thể tiếp tục học được phải rút lui, nên chú Tụng được gọi lên lấp vào chỗ trống. Chú Tụng mừng quá chừng, khi được đậu vớt và đã rất chăm chỉ học tập.
Chỉ sau hai năm nhập học Trường Tập, cậu Tụng là người đầu tiên thi đậu bằng sơ học yếu lược (Certificat d'étude Primaire) và được tuyển vào Tiểu Chủng viện Hoàng Nguyên, Hà Đông. Trong những năm ở Tiểu chủng viện, Phạm Đình Tụng là một học sinh gương mẫu, luôn đứng đầu lớp về đời sống đạo đức, kỷ luật,... Sau khi tốt nghiệp tiểu chủng viện vào năm 1939, chủng sinh Tụng được cử đi hỗ trợ mục vụ tại giáo xứ Xuy Xá, thuộc huyện Mỹ Đức, tỉnh Hà Đông.
Năm 1940, chủng sinh Phạm Đình Tụng theo học tại Đại Chủng viện Liễu Giai, Hà Nội. Năm 1942, cậu được bổ nhiệm đến hỗ trợ mục vụ tại giáo xứ Khoan Vĩ, thuộc huyện Lý Nhân, tỉnh Hà Nam, là nơi Linh mục nghĩa phụ Phêrô Phạm Bá Trực lúc này đang là linh mục chánh xứ. Sau một năm tại Khoan Vĩ, chủng sinh Phạm Đình Tụng tiếp tục con đường tu học bằng việc trở về Đại chủng viện tiếp tục con đường tu học.
Năm 1945, Cách mạng tháng Tám nổ ra, chủng sinh Phạm Đình Tụng tạm hoãn việc học do Đại chủng viện Liễu Giai tạm ngưng hoạt động. Hơn một năm sau đó, tháng 9 năm 1946, Đại Chủng viện Liễu Giai tái mở cửa, chủng sinh Tụng quay trở lại Chủng viện học tập. Thời gian quay về học tập ngắn ngủi của chủng sinh Phạm Đình Tụng chỉ 3 tháng, vì ngày 19 tháng 12 năm 1946, chiến tranh bùng nổ, Đại Chủng viện bị quân Pháp trưng dụng, một lần nữa phải ngưng hoạt động. Mãi đến năm 1948, chủng sinh Phạm Đình Tụng mới có thể tiếp tục học để hoàn tất chương trình thần học tại Học viện Dòng Chúa Cứu Thế tại Thái Hà, Hà Nội. Một năm sau, Đại Chủng viện Hà Nội mới được thành lập lại ở số 40 Nhà Chung, chủng sinh Phạm Đình Tụng chuyển về học tại đây.

## Linh mục
Sau khoảng thời gian dài tu học, ngày 6 tháng 6 năm 1949, Phó tế Phạm Đình Tụng được thụ phong chức Linh mục tại Nhà thờ chính tòa Hà Nội bởi Giám mục Địa phận Phát Diệm Tađêô Lê Hữu Từ và được cử về làm Tuyên úy Cô nhi viện Têrêsa tại Quần Ngựa, do linh mục người Pháp là Paul Léon Seitz Kim làm giám đốc. Trước khi được cử hành nghi thức truyền chức linh mục, vị linh mục tân cử nhận được tin thân mẫu mình qua đời. Cụ thể, khi biết tin con trai mình sắp được truyền chức linh mục, bà di chuyển bằng thuyền từ Phát Diệm đến Hà Nội để mua áo lễ và chén thánh cho con. Bất chấp nguy hiểm của thời chiến, con đường đi lại chính yếu tại thời điểm giữa Phát Diệm và Hà Nội là những chiếc canô. Trên hành trình này, mẹ Phó tế Phạm Đình Tụng trúng một phát đạn khi ca nô di chuyển trên sông tại khu vực gần Đò Lèn. Bà qua đời và sau đó thi thể cũng không được tìm thấy.
Sau khi được truyền chức, tân linh mục Phaolô Phạm Đình Tụng tình nguyện đến trợ giúp các trẻ em mồ côi tại Cô Nhi Viện Têrêsa do linh mục Seilz Kim thành lập. Năm 1950, linh mục Tụng được bổ nhiệm đảm trách vai trò linh mục phó giáo xứ Hàm Long, Hà Nội. Ngày 18 tháng 4 năm 1950, linh mục Tụng trở thành linh mục chánh xứ giáo xứ này, kế nhiệm linh mục Giuse Maria Trịnh Như Khuê được chọn làm Giám mục Đại diện Tông Tòa Hạt Đại diện Tông Tòa Hà Nội (Địa phận Hà Nội).
Nhằm giúp đỡ các nạn nhân nghèo khổ do chiến tranh, vốn từ các vùng nông thôn đến Hà Nội, linh mục Phạm Đình Tụng cho thành lập nhà tế bần Bạch Mai vào năm 1953. Một năm sau đó, vấn đề di cư miền Nam, rất nhiều linh mục trong địa phận Hà Nội di cư vào Nam. Linh mục Phạm Đình Tụng từng hai đến ba lần đi theo giáo dân giáo xứ vào Nam, lo liệu và giúp đỡ họ trong thời gian định cư, nhưng sau đó lại trở về phục vụ giáo dân tại Hàm Long.
Quyết định không di cư vào Nam, năm 1955, linh mục Phạm Đình Tụng được bổ nhiệm làm giám đốc Tiểu Chủng viện Thánh Gioan Hà Nội – một tiểu chủng viện liên địa phận với khoảng hơn 200 chủng sinh thuộc hầu hết các địa phận ở Miền Bắc Việt Nam vào thời điểm này. Vì muốn bảo vệ sự độc lập của giáo hội Công giáo trong lãnh vực đào tạo giáo sĩ, ông đã cùng các giáo sĩ có trách nhiệm ra quyết định cho các chủng sinh về lại các giáo phận của mình, chấp nhận giải tán tiểu chủng viện vào năm 1960.

## Giám mục Bắc Ninh
Ngày 5 tháng 4 năm 1963, Tòa Thánh bổ nhiệm linh mục Phaolô Giuse Phạm Đình Tụng làm Giám mục chính tòa Giáo phận Bắc Ninh. Lễ tấn phong cho vị giám mục Tân cử được tổ chức tại tại Nhà thờ chính tòa Hà Nội ngày 15 tháng 8 cùng năm, với phần nghi thức chính yếu được cử hành bởi Chủ phong là Tổng giám mục Tiên khởi Tổng giáo phận Hà Nội Giuse Maria Trịnh Như Khuê, hai linh mục phụ phong là Bich và Cung. Tân giám mục chọn cho mình khẩu hiệu Tôi tin vào tình yêu Thiên Chúa hoặc Chúng con tin ở Tình Yêu Chúa.
Theo thông tin từ Giáo phận Bắc Ninh, tân giám mục Tụng được tấn phong tại Tòa Tổng giám mục Hà Nội. Thông tin lan truyền chậm, [trong ngày nhận tòa], chỉ có một số giáo dân từ các giáo xứ xung quanh Tòa giám mục biết tin. Linh mục Quảng (Đa Minh Đinh Huy Quảng), chính xứ Bắc Ninh là linh mục duy nhất đón tân giám mục. Tòa giám mục Bắc Ninh có cử một ô tô do giáo dân làm đại diện đón tân giám mục, nhưng hai đoàn xe Tòa giám mục Hà Nội và Bắc Ninh không gặp nhau, xe Bắc Ninh đi vào Hà Nội, trong khi xe Hà Nội tiễn tân giám mục đến cầu Long Biên, ranh giới hai giáo phận. Tân giám mục Tụng đã thực hiện nghi thức hôn đất. Tân giám mục được đón tiếp tại cổng tòa giám mục, nơi linh mục Quảng, giáo dân chào mừng tân chức. Chính quyền địa phương đã tỏ ra tôn trọng buổi tiếp đón này. Tân giám mục nhận ngai tòa trong cùng ngày, cùng chia sẻ quyết định cá nhân về việc nhận giáo phận ngày lễ Đức Mẹ Mân Côi. Tân giám mục cũng đã gửi Thư Chung đầu tiên đến giáo hữu vào chính ngày lễ Đức Mẹ Mân Côi, ngày 7 tháng 10 năm 1963.
Giáo phận Bắc Ninh là một giáo phận trải dài từ Đồng bằng Sông Hồng đến giáp biên giới Việt Trung gồm "năm tỉnh trực thuộc và 7 tỉnh liên hệ". Số linh mục già yếu ở lại giáo phận sau cuộc di cư 1954 ít ỏi, "trên đầu các ngón tay"! Tân giám mục Phạm Đình Tụng chính thức về nhận giáo phận ngày lễ Đức Mẹ Mân Côi 5 tháng 10 năm 1963. Tình trạng chung của các giáo phận ở miền Bắc Việt Nam sau năm 1954 với tình trạng di cư thì nhân sự còn lại rất ít, các hoạt động tôn giáo bị kiểm soát chặt chẽ. Vì vậy, các hoạt động Công giáo tại các giáo phận này chỉ còn là những hoạt động tối thiểu: mở cửa nhà thờ để đọc kinh, không còn linh mục và các giáo lý viên để đào tạo tín hữu, cùng việc giám mục không được cho phép đi lại trong giáo phận.
Thời giám mục Phạm Đình Tụng nhận giáo phận Bắc Ninh, tình hình tôn giáo rất khó khăn. Giai đoạn này, số lượng giáo dân tăng nhiều nhưng chỉ có khoảng 6 linh mục, trong đó có 4 linh mục tuổi đã cao. Vì vậy, sinh hoạt tôn giáo trong giáo phận chỉ có việc tu học lén lút, vốn nếu để lộ sẽ dễ dàng vào tù. Các cộng đoàn cơ bản do giáo dân tự điều khiển, các xứ họ gặp nhiều khó khăn. Ngay trong năm đầu tiên quản lý giáo phận, Giám mục Phạm Đình Tụng đã sáng lập Tu Hội Đức Mẹ Hiệp Nhất, ban đầu gồm 20 thành viên. Nay tổ chức này có tên Hiệp hội Đức Mẹ Hiệp Nhất, là Hội Dòng thuộc quyền giáo phận với số thành viên trên 150 người.
Giám mục Phạm Đình Tụng ở tại Tòa giám mục Bắc Ninh, xây dựng khoảng năm 1950 dưới thời giám mục Đa Minh Hoàng Văn Đoàn. Tại nhà nguyện trong Tòa giám mục, ông đã thực hiện nhiều nghi lễ Công giáo như đọc kinh Phụng vụ, dâng lễ và chầu Mình Thánh một mình. Căn phòng này cũng nổi tiếng vì nơi đây, giám mục Tụng đã lén truyền chức cho 2 giám mục, 12 linh mục và 4 phó tế. Nhà nguyện này được gọi là "phòng U8" vì có diện tích dưới 8 mét vuông. Tòa giám mục này hiện nay dùng làm Nhà Truyền thống của giáo phận Bắc Ninh, với tên gọi mới là Nhà Thánh Stêphanô Nguyễn Văn Vinh.
Trong thời kỳ khó khăn, Giám mục Phạm Đình Tụng không thể thành lập chủng viện đào tạo chủng sinh, chính vì vậy, ông quyết định đào tạo chủng sinh bằng phương pháp hàm thụ. Việc đào tạo những linh mục này thực hiện cách bí mật: các chủng sinh đến và rời Tòa giám mục cách bí mật, sau một khoảng thời gian, giám mục Tụng dạy học bài mới và trả bài các chủng sinh. Ngoài ra, ông còn gửi bài về cho chủng sinh học tại nhà, xen lẫn với ít lần họ gặp trực tiếp. Giám mục Phạm Đình Tụng làm thủ tục xin phép truyền chức linh mục cho mấy ứng viên linh mục, nhưng chính quyền không cho phép và còn gây khó khăn cho các ứng viên này. Vì vậy, giám mục Tụng quyết định phong chức linh mục cách bí mật. Ngày 29 tháng 6 năm 1964, lúc nửa đêm, ông cử hành truyền chức cho tân linh mục Giuse Phạm Sĩ An. Buổi lễ diễn ra cách bí mật, giám mục Tụng có khi phải ra giữ chặt cửa khi có động. Lần phong chức linh mục thứ hai là vào đêm ngày 16 tháng 9 năm 1974, giám mục Tụng truyền chức linh mục bí mật cho 7 phó tế. Buổi lễ diễn ra trong hoàn cảnh giám mục Tụng bị đột quỵ vào đầu tháng 9 và chưa hồi phục hoàn toàn, những tin đồn đoán về việc chính quyền Cộng sản nắm quyền sẽ gây khó khăn cho đạo Công giáo. Chính vì vậy, sau khi xét hỏi từng tân linh mục về việc chẳng may bị bắt giữ vì được truyền chức cách lén lút, giám mục Tụng tiến hành truyền chức cho bảy vị này trong một buổi lễ kéo dài hai giờ đồng hồ.
Sau thống nhất đất nước ngày 30 tháng 4 năm 1975, vấn đề lo ngại đạo Công giáo sẽ gặp nhiều khó khăn, nên các giáo phận Công giáo tại Việt Nam đều củng cố nhân sự. Tại giáo phận Bắc Ninh, giám mục Tụng hỏi ý kiến Tổng giám mục Giuse Maria Trịnh Như Khuê và một số linh mục về việc tấn phong tân giám mục. Với lý do sức khỏe không tốt, giám mục Tụng quyết định tấn phong tân giám mục Đa Minh Đinh Huy Quảng. Tham gia buổi lễ vào ngày 4 tháng 5 năm 1975, ngoài vị giám mục chủ phong và thụ phong còn có linh mục Giuse Trần Đăng Can. Ngay ngày hôm sau, tân giám mục Quảng bị đưa đi cưỡng chế. Lễ tấn phong của giám mục giáo phận Lạng Sơn và Cao Bằng Vinh Sơn Phạm Văn Dụ đêm ngày 1 tháng 5 năm 1979 cũng có cùng một kịch bản, ngoài hai giám mục phong chức và thụ chức còn có linh mục Can. Bối cảnh diễn ra việc phong chức là giám mục tân cử Dụ (được Tòa Thánh bổ nhiệm năm 1960) đến Bắc Ninh di tản vì chiến tranh Biên giới Việt-Trung. Cả hai buổi lễ này đều được tổ chức tại nhà nguyện U8.
Vì địa bàn giáo phận rộng lớn, số linh mục lại quá ít, Giám mục Phạm Đình Tụng cho xây dựng và huấn luyện thành phần tông đồ giáo dân. Ban hành giáo trở nên những cộng sự viên cho việc mục vụ: chủ sự suy tôn Lời Chúa, rửa tội cho trẻ sơ sinh, giảng dạy giáo lý, quản lý đất đai, tài sản của giáo xứ. Cũng trong thời gian này ông cho hành lập các đoàn thể Công giáo như: Huynh đoàn Đa Minh giáo dân, Hội các bà mẹ Công giáo, Ca đoàn, Giới trẻ, Giáo lý viên, Thiếu nhi Thánh Thể,... Ngoài ra, giám mục Tụng cũng cho in Kinh bản giáo phận, cổ vũ lòng tôn sùng Thánh Tâm Chúa. Năm 1983, ông tổ chức đại lễ mừng 100 năm thành lập Giáo phận Bắc Ninh.
Hơn 20 năm giám mục Phạm Đình Tụng không được ra khỏi Tòa Giám mục để thi hành mục vụ. Vì thế, Tòa giám mục Bắc Ninh đã thật sự trở thành Nhà Chung của giáo phận. Hàng ngày, giám mục Tụng cùng ăn, cùng đọc kinh chung với giáo dân. Trong thời kỳ khó khăn mà nhà ăn Tòa Giám mục thường xuyên đông vui, đầm ấm. Những ngày lễ trọng, ông kêu gọi và tổ chức cho giáo dân "góp gạo thổi cơm chung". Nhân lễ mừng ngân khánh giám mục, hơn 30.000 tín hữu tới chúc mừng Phạm Đình Tụng vào ngày 15 tháng 8 năm 1988. Sức khỏe hao mòn, giám mục Phạm Đình Tụng lo liệu và thỉnh cầu Tòa Thánh bổ nhiệm giám mục phó. Thỉnh nguyện được chuẩn thuận và bổ nhiệm giám mục Giuse Maria Nguyễn Quang Tuyến, tấn phong tháng 1 năm 1989.

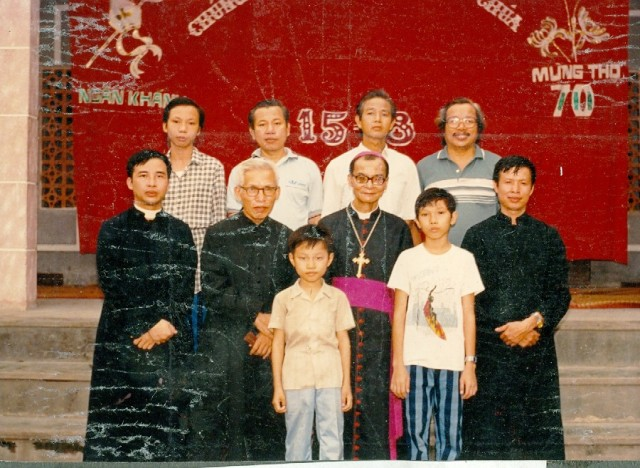
Giám mục Phaolô Giuse Phạm Đình Tụng, lễ kỷ niệm 25 năm chức Giám mục (1988).

Năm 1992, giáo phận Bắc Ninh tổ chức kỉ niệm Bách Chu Niên Nhà thờ chính tòa, Phạm Đình Tụng khánh thành Tòa giám mục mới và mở năm Toàn Xá trong giáo phận. Sau khi xã hội cởi mở, Phạm Đình Tụng thực hiện thăm mục vụ nhiều giáo xứ trong giáo phận. Trong thời kỳ giám mục Bắc Ninh, giám mục Tụng đã xây dựng Bắc Ninh trở thành một giáo phận ấm cúng, tình cảm và đời sống đạo "có lòng tin mến" vững chắc. Linh mục Phạm Sỹ An viết trong Hồi Ký Về Vị Mục Tử Nhân Lành cho rằng trong suốt 31 năm làm giám mục Bắc Ninh, ông chỉ đi thăm viếng mục vụ được hai địa điểm là Đồng Chương ở Tuyên Quang và Vĩnh Phú.
Trong lễ giỗ 100 ngày của cố Hồng y Phạm Đình Tụng, Giám mục Phụ tá Tổng giáo phận Thành phố Hồ Chí Minh Phêrô Nguyễn Văn Khảm nhận xét, tưởng nhớ về thời kì hồng y Tụng đảm nhận chức giám mục Bắc Ninh:
Chúng tôi được nghe kể là Đức cố Hồng y Phaolô Giuse trong hoàn cảnh hết sức khó khăn về mặt xã hội mà lại thiếu thốn về nhân sự, Ngài đã biến Toà Giám mục Bắc Ninh của mình thành một trung tâm hành hương để mỗi tuần, vào Chúa nhật, từng đoàn người đông đảo khắp nơi đổ về đó, Ngài lo cho có chỗ ăn chỗ ngủ rồi lo dạy giáo lý, làm lễ, ban các bí tích cho anh chị em giáo dân. Tất cả mọi người đều nhìn thấy nơi Đức cố Hồng y hình ảnh của một người Cha hết lòng yêu thương chăm sóc con cái trong giáo phận.

## Tổng giám mục Hà Nội, thăng Hồng y
Ngày 18 tháng 6 năm 1990, theo thông tin từ trang web Tòa Thánh, Giám mục Phạm Đình Tụng được bổ nhiệm làm Giám quản Tông Tòa Tổng giáo phận Hà Nội. Theo trang tin Tổng giáo phận Hà Nội, ngày bổ nhiệm là ngày 4 tháng 7. Tổng giáo phận Hà Nội trước đó đang trong tình trạng trống tòa sau cái chết của Hồng y, Tổng giám mục Giuse Maria Trịnh Văn Căn. Bốn năm sau đó, ngày 23 tháng 3 năm 1994, Giám mục giám quản Phạm Đình Tụng chính thức được Tòa Thánh bổ nhiệm làm Tổng giám mục Tổng giáo phận Hà Nội. Giám mục Tụng được nhận định là giám mục can đảm và trung kiên của Giáo hội Công giáo tại Việt Nam.
Lễ nhậm chức của Tân tổng giám mục Phạm Đình Tụng được cử hành vào ngày 14 tháng 8 năm 1994. Khi đó có nguồn dư luận lo ngại việc bổ nhiệm giám mục Phạm Đình Tụng về làm Tổng giám mục Hà Nội chỉ là một giải pháp tình thế, vì giám mục Tụng vốn có thể trạng gầy gò, ốm yếu và đã đến tuổi nghỉ hưu theo giáo luật Công giáo (75 tuổi). Trong lễ nhậm chức, tân tổng giám mục tiến vào nhà thờ và quỳ, đề nghị mọi người giữ thinh lặng đế tưởng nhớ linh mục Phêrô Phạm Bá Trực – người cha linh hướng của mình và cố hồng y Giuse Maria Trịnh Như Khuê – người nâng đỡ và tấn phong giám mục cho ông vào năm 1963. Tổng giám mục Tụng cũng đã có bài phát biểu trong lễ nhậm chức, trong đó có đoạn:
| “ | Thưa anh chị em thân mến, tôi về nhận giáo phận trong giai đoạn nước nhà đổi mới. Giáo hội cũng cần thích nghi theo nhịp đổi mới của dân tộc. Biết bao công việc phải làm, biết bao vấn đề cần giải quyết. Nhiều nhà thờ xuống cấp lâu ngày, hư hỏng vì chiến tranh cần tu sửa, nhiều giáo xứ thiếu thánh lễ đang mong chờ có linh mục khôn ngoan, đạo đức hết mình phục vụ theo gương Thày Chí Thánh... Các em thiếu nhi cần được giúp đỡ để nâng cao trình độ giáo lý và văn hoá. Các thanh niên chuẩn bị bước vào đời cần được hướng dẫn trở nên giáo dân tốt"... | ” |

Ngay sau khi nhận giáo phận Hà Nội, Tổng giám mục Phạm Đình Tụng tấn phong tân giám mục phụ tá Phaolô Lê Đắc Trọng ngày 15 tháng 8 năm 1994.
Chỉ sau 3 tháng tiếp nhận vai trò Tổng giám mục Hà Nội, ngày 26 tháng 11 năm 1994, Tổng giám mục Phạm Đình Tụng được Giáo hoàng Gioan Phaolô II thăng tước vị Hồng y đẳng linh mục nhà thờ Santa Maria "Regina Pacis" in Ostia mare. Với quyết định này, Tổng giám mục Phạm Đình Tụng trở thành vị Hồng y người Việt thứ ba. Ngay sau khi nhận tước hồng y, Phạm Đình Tụng nhận thêm nhiệm vụ Giám mục giám quản Tông Toà Giáo phận Hưng Hoá trong bối cảnh giám mục chính tòa giáo phận Giuse Nguyễn Phụng Hiểu qua đời.
Năm 1995, Hồng y Phạm Đình Tụng được các giám mục bầu chọn đảm nhận vai trò chủ tịch Hội đồng Giám mục Việt Nam và giữ chức vụ này trong 6 năm (2 nhiệm kỳ). Cùng năm này, ông bị ngã gãy xương vai và được đưa đến bệnh viện để bó bột, đóng đinh. Tuy vậy, khi nghe tin Giáo hoàng Gioan Phaolô II cũng bị ngã, hồng y Tụng cũng gửi điện thăm hỏi. Nhà nước Việt Nam cho biết sẽ tạo mọi điều kiện để Hồng y Tụng chữa trị tại Rôma, nhưng ông quyết định ở lại Việt Nam chữa bệnh tại bệnh viện Việt Đức.
Hồng y Phạm Đình Tụng tái thiết Đại Chủng viện Thánh Giuse Hà Nội, tìm cách đối thoại với chính quyền để Giáo hội Công giáo được độc lập và tự chủ hơn trong việc tuyển chọn chủng sinh, đưa các linh mục thụ phong bí mật trước đây được công nhận công khai, xúc tiến mối liên hệ giữa Toà Thánh và chính quyền Việt Nam. Năm 1996, ông vừa khôi phục vừa mở rộng Hội Thầy Giảng cũ của tổng giáo phận, thành lập Tu Đoàn Tông Đồ Truyền Tin không chỉ cho nam giới mà cả cho nữ giới.
Năm 1996, hồng y Phạm Đình Tụng dẫn đầu phái đoàn các giám mục Việt Nam đến viếng thăm Tòa Thánh, bổn phận của các giám mục Công giáo mang tên Ad Limina. Ngày 1 tháng 8 cùng năm, ông cho thành lập Tu Hội Anh Em Nhà Chúa vốn kế nghiệp Hội Thầy Giảng. Hiện nay Tu Hội có danh xưng mới là Tu đoàn Truyền Tin Hà Nội. Ngày 22 tháng 10 năm 1996, ông công bố Thư chung về vấn đề nghiện hút ma tuý ở ngoài xã hội. Trong thư, ông nhận định vấn đề nghiện ma túy là một tai họa cho xã hội và cho giáo hội vì nó tàn phá sức khỏe, hạ thấp nhân phẩm, gây rối loạn trong gia đình, mất trật tự xã hội, đe dọa đức tin và nếp sống Kitô giáo. Ông cũng kêu gọi chặn nạn nghiện ma túy và tẩy sạch nạn ma túy ra khỏi gia đình, giáo xứ và xóm làng. Năm 1997, Giáo hoàng Gioan Phaolô II gửi thư cho hồng y Phạm Đình Tụng, với tư cách Chủ tịch Hội đồng giám mục Việt Nam về việc kỉ niệm 200 năm Đức Mẹ La Vang.
Phạm Đình Tụng được ủy quyền đại sứ cho giáo hoàng tại Đại hội Thánh Mẫu La Vang tổ chức vào ngày 13 tháng 8 năm 1998. Ngày 1 tháng 9 cùng năm, Giám mục chính tòa Giáo phận Lạng Sơn và Cao Bằng Vinh Sơn Phạm Văn Dụ qua đời và ngày 10 tháng 3 năm 1999, Giám mục chính tòa Giáo phận Hải Phòng Giuse Maria Nguyễn Tùng Cương cũng qua đời. Ông phải kiêm nhiệm làm Giám mục Tông Toà cả hai giáo phận này. Vì việc kiêm nhiệm này, Hồng y Phạm Đình Tụng trở nên bận rộn với nhiều chuyến hành trình qua lại giữa các giáo phận khác nhau. Sáng ngày 15 tháng 3 năm 1999, ông chủ sự lễ tang Giám mục chính tòa Giáo phận Hải Phòng Giuse Maria Nguyễn Tùng Cương và buổi chiều về Hà Nội làm việc với phái đoàn của Toà thánh do Đức ông Cetetino Migiliore đẫn đầu. Ngày 15 tháng 6 cùng năm, ông mất quyền tham gia Mật nghị Hồng y do đã quá tuổi quy định. Ngày 7 tháng 11, với tư cách Chủ tịch Hội đồng Giám mục Việt Nam, ông viết thư xin cứu trợ cho trận lũ lịch sử tại miền Trung Việt Nam từ 1 đến 6 tháng 11 năm 1999.
Trong thời gian quản lý Tổng giáo phận Hà Nội, hồng y Phạm Đình Tụng thường quan tâm tổ chức các kỳ thường huấn linh mục, cổ võ ơn gọi tu trì và thăm viếng mục vụ nhiều giáo xứ. Ngoài ra, ông đã ra nhiều thư chung gửi giáo dân. Trong thời kỳ làm Giám đốc Đại chủng viện Hà Nội từ năm 1990 đến năm 2003, Hồng y Tụng sử dụng nhiều phương thức củng cố và phát triển Đại chủng viện. Ông cũng dành thời gian quan tâm đến việc huấn dụ và cử hành lễ cho các chủng sinh đang tu học tại đây.

## Quyền Tổng giám mục và hưu dưỡng
Vì nhiều công việc mục vụ Công giáo, tuổi cao và hay đau ốm, Hồng y Phạm Đình Tụng nhiều lần viết thư xin Tòa Thánh chấp thuận cho hồi hưu. Ngày 26 tháng 3 năm 2003, Giáo hoàng đã chấp thuận bổ nhiệm Giám mục chính tòa Giáo phận Lạng Sơn và Cao Bằng, làm Giám quản Tông tòa Tổng Giáo phận Hà Nội. Ngày 7 tháng 5 năm 2003, Hồng y Phạm Đình Tụng trao quyền cai quản Tổng giáo phận Hà Nội cho tân Giám quản Tông Tòa. Theo trang tin GCatholic, việc bổ nhiệm chức Giám quản Tông Tòa cho Giám mục Kiệt diễn ra vào ngày 15 tháng 4 năm 2003. Ngày 19 tháng 2 năm 2005, Toà Thánh chính thức cho phép hồng y Phạm Đình Tụng về hưu theo Giáo luật và bổ nhiệm Giám quản Tông Tòa Giuse Ngô Quang Kiệt làm Tổng giám mục Tổng giáo phận Hà Nội. Cùng trong bản tin này, Tòa Thánh cũng bổ nhiệm tân Giám mục phụ tá Tổng giáo phận Huế Phanxicô Xaviê Lê Văn Hồng.
Trước đó, khi Giám mục Giuse Ngô Quang Kiệt đến Tổng giáo phận Hà Nội đảm nhận chức Giám quản Tông Tòa, có dư luận đánh giá rằng Giám quản Kiệt chỉ là một giám mục mới, đồng thời không có quê quán gốc Hà Nội. Hồng y Phạm Đình tụng soạn văn thư gửi Tòa Thánh chấp thuận cho Giám mục Giuse Ngô Quang Kiệt kế vị tại Tổng giáo phận. Trong buổi nhậm chức Tổng giám mục của Tân Tổng giám mục Giuse Ngô Quang Kiệt ngày 20 tháng 2 năm 2005, Hồng y Tụng đại diện cộng đoàn giáo dân thuộc Tổng giáo phận Hà Nội nguyện hiệp thông và trung thành với tân Tổng giám mục, xem tân Tổng giám mục là người thầy dạy dỗ cộng đoàn. Sau khi nghỉ hưu, hồng y Tụng có dự định đến địa điểm khác để tĩnh dưỡng nhưng Tổng giám mục Giuse Kiệt xin ông ở lại không chỉ để tiện chăm sóc mà còn là chỗ nương tựa cho mình. Do đó, Hồng y Phạm Đình Tụng quyết định lưu trú tại Toà Tổng giám mục Hà Nội.
Ngày 29 tháng 11 năm 2005, hồng y Phạm Đình Tụng tham dự lễ phong chức cho 57 linh mục, một lễ phong chức lịch sử chưa từng có tại Việt Nam, cho thấy một sự nới lỏng [trong việc quản lý] tôn giáo tại Việt Nam. Cùng đồng tế có Hồng y Crescenzio Sepe.  Từ năm 2006, hồng y Phạm Đình Tụng bị bệnh nặng. Tổng giám mục Giuse Ngô Quang Kiệt, linh mục, nam nữ tu sĩ và giáo dân từ các nơi đến thăm và cầu nguyện cho ông. Sau đó, ông qua cơn nguy kịch và dần phục hồi sức khỏe.
Ngày 25 tháng 1 năm 2008, lễ mừng thọ 90 tuổi, 60 năm linh mục và 40 năm giám mục của Hồng y Phạm Đình Tụng đã được tổ chức tại Nhà Thờ Lớn Hà Nội với vị chủ tế là Hồng y Gioan Baotixita Phạm Minh Mẫn. Ngay sau sự kiện này, hàng trăm giáo dân đã đi vào khu vực Tòa Khâm sứ cũ trên phố Nhà Chung, tăng áp lực trong đợt cầu nguyện yêu cầu đòi đất và gây căng thẳng với chính quyền thành phố Hà Nội.

## Qua đời và tang lễ

### Qua đời và tẫn liệm
Hồng y Phạm Đình Tụng qua đời vào lúc 10 giờ sáng ngày 22 tháng 2 năm 2009, thọ 90 tuổi. Chiều cùng ngày vào lúc 17 giờ, các nhà thờ thuộc Tổng giáo phận Hà Nội đồng loạt tiến hành rung chuông báo tang. Tổng giám mục Giuse Ngô Quang Kiệt cử hành nghi thức làm phép thi hài cố Hồng y tại Nhà Nguyện tòa Tổng Giám mục. Sáng ngày 23 tháng 2, thi thể cố hồng y đã được tẫn liệm. Sau nghi thức tẫn liệm, lễ phát tang đã được cử hành tại Nhà thờ Lớn Hà Nội và giáo dân bắt đầu đến viếng thi hài.

### Các hoạt động thăm viếng và chia buồn
Hồng y Quốc vụ khanh Tarcisio Bertone, Chủ tịch Hội đồng Giám mục Phêrô Nguyễn Văn Nhơn, các giám mục Việt Nam, linh mục Jean-Baptiste Etcharren, Bề trên Tổng quyền Hội thừa sai Paris và các tu sĩ bề trên các dòng và linh mục, tu sĩ, chủng sinh, giáo dân trong và ngoài nước đã gửi điện văn hoa phúng viếng, cử hành các lễ Công giáo, đọc kinh cầu nguyện cho cố Hồng y Phạm Đình Tụng liên tục trong đêm ngày 25 và rạng sáng ngày 26 tháng 2 năm 2009 tại nơi đặt thi hài cố hồng y.
Cũng trong khoảng thời gian này, các phái đoàn ngoại giao tại Hà Nội, chính quyền thành phố Hà Nội, đông đảo đại diện các tôn giáo khác cũng đã đến viếng cố hồng y Phạm Đình Tụng, cũng như gửi lời phân ưu với Tổng giám mục Giuse Ngô Quang Kiệt và Tổng giáo phận Hà Nội: Chiều 23 tháng 2, đoàn đại biểu Thành ủy, Hội đồng nhân dân, Ủy ban nhân dân thành phố Hà Nội do Phó Chủ tịch Ủy ban nhân dân Thành phố Đào Văn Bình dẫn đầu đã đến viếng thi hài Hồng y Tụng tại Nhà thờ Lớn Hà Nội. Ông Phạm Quang Nghị, Bí thư Thành ủy Hà Nội đã gửi vòng hoa viếng. Cùng ngày, đoàn đại biểu Ủy ban Mặt trận Tổ quốc thành phố Hà Nội và Ban Tôn giáo Thành phố đã đến viếng thi hài cố Hồng y Tụng.
Nhận được tin hồng y Phạm Đình Tụng qua đời, Giáo hoàng Biển Đức XVI đã gửi điện văn vào ngày 23 tháng 2 năm 2009 với mục đích chia buồn với Tổng Giáo phận Hà Nội, cách riêng với Tổng giám mục Giuse Ngô Quang Kiệt:
| “ | Tôi đau buồn hay tin Đức Hồng y Phaolô Giuse Phạm Đình Tụng, Tổng Giám mục Hà Nội, Vị Tiền nhiệm của Đức Cha qua đời, tôi muốn bày tỏ sự hiệp thông nồng nhiệt của tôi trong kinh nguyện [...] Đức Cố Hồng y đã phục vụ Giáo hội trong những hoàn cảnh khó khăn với lòng can đảm lớn lao và trong niềm quảng đại trung thành với Tòa Thánh Phêrô, xả thân tận tụy rao giảng Tin Mừng... | ” |

### Lễ an táng
Thánh lễ an táng cố hồng y Phạm Đình Tụng do Hồng y – Tổng giám mục Tổng giáo phận Thành phố Hồ Chí Minh Gioan Baotixita Phạm Minh Mẫn chủ sự. Hồng y Mẫn được Giáo hoàng Biển Đức XVI cử làm đặc sứ đại diện Tòa Thánh chủ sự lễ an táng được tổ chức vào ngày 26 tháng 2. Vào lúc 9 giờ sáng, đoàn đồng tế gồm Hồng y Phạm Minh Mẫn, Tổng giám mục Ngô Quang Kiệt, Giám mục Nguyễn Văn Nhơn và các giám mục, linh mục đến từ 26 giáo phận và các dòng tu tại Việt Nam. Tham dự lễ tang có đông đảo giáo dân đứng kín các con đường trong khu vực Nhà thờ chính tòa: khu vực Nhà thờ Lớn, Nhà Chung (Tòa Giám mục), đường Lý Quốc Sư, sân trước Văn phòng giáo xứ chính tòa, và đường kiệu xung quanh nhà thờ,...
Linh mục Nguyễn Văn Thật, một trong những người tham dự thánh lễ an táng cho rằng có khoảng 300 linh mục tham gia đồng tế và ước chừng 20.000 giáo dân tham dự tang lễ cố Hồng y Phạm Đình Tụng. Nguồn tin từ báo Asia News cho rằng số người tham dự tang lễ cố hồng y Tụng ít nhất là vào khoảng 30.000 người, trong khi đó, khoảng 500 linh mục tham gia đồng tế. Tất cả các người tham dự lễ tang đều đeo băng tang trắng. Tang lễ cũng có sự tham dự của đại diện chính phủ và các tôn giáo khác, các đại diện ngoại giao của Đại sứ quán Mỹ, cộng đồng người Hàn Quốc, và các cơ quan đại diện nước ngoài của Paris. Thi hài hồng y Phạm Đình Tụng được an táng trong lòng nhà thờ Chính toà Hà Nội.

## Nhận định
Giáo hoàng Biển Đức XVI nói trong Huấn từ với Hội đồng Giám mục Việt Nam dịp các Giám mục Việt Nam thăm viếng Toà Thánh (Ad Lima) tháng 6 năm 2009, nhắc đến cố hồng y Phạm Đình Tụng:
| “ | Tôi muốn tưởng nhớ ở đây Đức Hồng y đáng kính Phaolô Giuse Phạm Đình Tụng, Tổng Giám mục Hà Nội trong nhiều năm. Cùng với Anh Em, tôi tạ ơn Thiên Chúa vì lòng nhiệt thành mục tử của Ngài đã thể hiện cách khiêm nhường, với tình yêu hiền phụ sâu xa đối với đoàn dân của Ngài và tình huynh đệ lớn lao đối với các linh mục. | ” |

Trong lễ giỗ 10 năm của Hồng y Phạm Đình Tụng, một trong những giáo sĩ kế vị cố hồng y, Tổng giám mục Giuse Vũ Văn Thiên đưa ra nhận định:
| “ | "Đức Hồng y Phaolo Giuse là một trong những cây đại thụ của Miền Bắc. Là những người kiên cường trong những tháng năm khó khăn ấy có những quyền lực trần gian đã muốn nhấn chìm con thuyền Giáo hội và muốn xóa sổ giáo hội Công giáo, muốn chấm dứt và ngăn cản ảnh hưởng của Giáo hội Công giáo, đức tin Công giáo nơi mọi môi trường xã hội. Đức Hồng y là một trong những chứng nhân kiên trung và đã để lại những nét đẹp nhân chứng cho Giáo hội tại Miền Bắc Việt Nam." | ” |

## Tông truyền
Hồng y Phaolô Giuse Phạm Đình Tụng được tấn phong giám mục năm 1963, thời Giáo hoàng Phaolô VI, bởi:
- Giám mục Chủ phong: Tổng giám mục Tổng giáo phận Hà Nội Giuse Maria Trịnh Như Khuê.

Hồng y – Tổng giám mục Phaolô Giuse Phạm Đình Tụng là giám mục chủ phong cho các giám mục:
- Năm 1975, giám mục Đa Minh Đinh Huy Quảng, cố giám mục phụ tá Giáo phận Bắc Ninh.
- Năm 1979, giám mục Vinh Sơn Phaolô Phạm Văn Dụ, cố giám mục chính tòa Giáo phận Lạng Sơn và Cao Bằng.
- Năm 1991, giám mục Giuse Nguyễn Phụng Hiểu, cố giám mục chính tòa Giáo phận Hưng Hóa.
- Năm 1994, giám mục Phaolô Lê Đắc Trọng, cố giám mục Phụ tá Tổng giáo phận Hà Nội.
- Năm 2001, giám mục Giuse Hoàng Văn Tiệm, cố giám mục chính tòa Giáo phận Bùi Chu.
- Năm 2003, giám mục Giuse Vũ Văn Thiên, hiện là Tổng giám mục Tổng giáo phận Hà Nội.

Hồng y – Tổng giám mục Phaolô Giuse Phạm Đình Tụng là giám mục Phụ phong cho các giám mục:
- Năm 1976, giám mục Giuse Phan Thế Hinh, cố giám mục chính tòa Giáo phận Hưng Hóa.
- Năm 1979, giám mục Giuse Maria Nguyễn Tùng Cương, cố giám mục chính tòa Giáo phận Hải Phòng.
- Năm 1988, giám mục Giuse Nguyễn Văn Yến, hiện là nguyên giám mục chính tòa Giáo phận Phát Diệm.
- Năm 1989, giám mục Giuse Maria Nguyễn Quang Tuyến, cố giám mục chính tòa Giáo phận Bắc Ninh.
- Năm 1992, giám mục Phaolô Maria Cao Đình Thuyên, cố giám mục chính tòa Giáo phận Vinh.

Dưới đây là sơ đồ tính Tông truyền từ giám mục Việt Nam đầu tiên được giám mục ngoại quốc chủ phong cho đến đời Hồng Y Phạm Đình Tụng.